# Alor
Pour les articles homonymes, voir Îles Alor, Kabupaten d'Alor et Alor de Quimper.
Alor est l'île la plus orientale des Petites îles de la Sonde. Elle se situe en mer de Savu, sa côte nord et sa côte est bordant la mer de Banda.
Kalabahi (en), seule ville de l'île qui a une population de 60 000 habitants, est chef-lieu du kabupaten d'Alor qu'elle forme avec Pantar.

## Géographie
Elle est située en mer de Savu à environ 65 km de Timor et à moins de 5 km de Pantar. Une petite partie de sa côte sud, ainsi que sa côte est (à l'est du méridien 125° est)  sont baignées par la mer de Banda. La côte du Timor oriental est visible depuis la plage de Kolana dans l'est de l'île. 
Alor est une île d'origine volcanique au relief tourmenté. La seule région plate est aux alentours de Kalabahi, raison pour laquelle les Hollandais y ont établi la capitale et le port principal de l'archipel en 1911.
Alor offre parmi les plus beaux sites de randonnée palmée et de plongée sous-marine d'Indonésie. On se rend à Alor par avion depuis Kupang, Denpasar et Surabaya avec la compagnie Trigana Air. Le code AITA de l'aéroport d'Alor est ARD).

## Population
La population d'Alor est de 145 300 habitants en 2010. 
La majorité (75 %) est de religion protestante, le reste étant essentiellement musulman, à part quelques villages catholiques. Comme partout ailleurs en Indonésie, les croyances et pratiques traditionnelles sont encore très présentes.

### Langues
Alor présente une remarquable diversité linguistique. On y distingue 14 langues différentes :
- l’abui,
- l’adang (en),
- l’alor (en),
- le hamap,
- le kabola,
- le kamang,
- le kelon (en),
- le kafoa (en),
- le kui (en),
- le kula,
- le lamaholot (originaire de Florès mais parlé dans quelques enclaves d’Alor),
- le sawila,
- le wersing.

Ces langues sont des langues papoues de la famille des langues de Trans-Nouvelle-Guinée (sauf l’alor et le lamaholot qui sont austronésiens), à laquelle appartiennent aussi les langues papoues de Timor ainsi qu’une partie de celles de Papouasie-Nouvelle-Guinée,.

## Histoire
Avant son interdiction dans les années 1970, les autochtones de l'île pratiquaient la chasse aux têtes humaines. Cette activité consistait, lorsque les divers clans se faisaient la guerre, à décapiter le plus d'ennemis au combat pour ensuite ramener leurs têtes au village et les empaler sur la place[réf. nécessaire].

## Économie
L'économie de l'archipel est dominée par une agriculture traditionnelle de subsistance dont les produits sont essentiellement destinés à l'auto-consommation. Toutefois, le gouvernement local s'efforce d'améliorer les infrastructures et l'agriculture, notamment par l'introduction de nouvelles cultures. Un exemple de réussite est le village d'Apui, qui produit une vanille de grande qualité. D'autres produits d'Alor, comme le curcuma (ou "safran des Indes"), le tamarin, l'algue, le bois de santal, le girofle, commencent à être vendus dans toute l'Indonésie. Alor produit aussi des perles.

## Les mystérieuxmoko

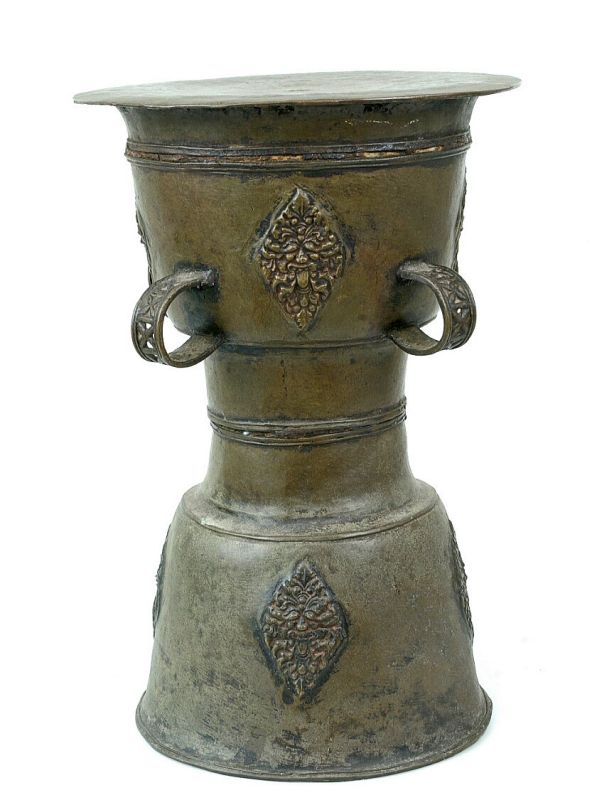
Un moko

On trouve des tambours de bronze dans plusieurs îles de l'Indonésie. Mais on n'en trouve nulle part ailleurs autant qu'à Alor, où on les appelle moko. Ces tambours en forme de sablier ont une grande valeur et importance rituelle pour les habitants d'Alor. Autrefois, on les échangeait contre des têtes humaines. On les utilisait aussi pour les mariages.
De nos jours, ils restent indispensables pour le versement de la belis ou dot. Une famille peut consacrer une vie entière à rassembler l'argent pour payer un moko. La qualité et le nombre de moko demandés pour une épouse dépend du statut social de sa famille. La famille de la mariée, de son côté, cherchera à savoir combien de moko possède la famille du marié. 
On pense que les moko proviennent de la culture Dong Son du nord du Viêt Nam. La tradition d'Alor veut qu'ils viennent de la terre, d'où le nom de moko tanah ou "moko de terre". 
Aux alentours de 1900, d'astucieux marchands bugis et chinois se sont mis à fabriquer des centaines de moko neufs. Une enquête menée par le gouvernement colonial des Indes néerlandaises en 1911 a dénombré quelque 200 000 moko dans l'archipel, répartis en 20 types. L’autorité coloniale néerlandaise en a considérablement réduit le nombre pour le remplacer par les monnaies d’argent ou de cuivre comme moyen de paiement.
On n'a pas encore expliqué pourquoi et comment autant de tambours sont arrivés dans l'archipel d'Alor. On pense que des bateaux marchands en route pour les îles aux épices des Moluques ou le santal de Timor venaient jeter l'ancre à Alor pour se ravitailler. Mais à ce jour, rien n'est encore venu étayer cette théorie.
On trouve une belle collection de moko au musée des Moko à Kalabahi.